# Philip Coppens (tác giả)
Philip Coppens (ngày 25 tháng 1 năm 1971 – ngày 30 tháng 12 năm 2012) là tác giả, người dẫn chương trình phát thanh và nhà bình luận người Bỉ  có những bài viết, bài phát biểu và hay xuất hiện trên truyền hình tập trung vào các lĩnh vực khoa học phi chính thống và lịch sử thay thế.
Coppens chào đời tại Sint-Niklaas, Bỉ. Ông là người đồng dẫn chương trình radio Spirit Revolution, bài viết của ông còn được đăng trên các tạp chí Nexus và Atlantis Rising, và còn góp mặt trong 56 tập phim Ancient Aliens của kênh History Channel.
Ông kết hôn với Kathleen McGowan vào ngày 22 tháng 9 năm 2011. Ông qua đời một năm sau đó vào ngày 30 tháng 12 năm 2012 tại Los Angeles, California, vì bệnh ung thư mạch máu.

## Văn nghiệp
Philip Coppens khởi đầu sự nghiệp viết lách của mình với tư cách là một nhà báo điều tra, chuyên đưa tin về các hoạt động tình báo và chính trị. Năm 1995, ông là người đồng sáng lập tờ Frontier 2000 (sau này gọi là Frontier Magazine), tạp chí định kỳ với số lượng phát hành tập trung chủ yếu ở các quốc gia Benelux. Năm 1999, ông là nhà nghiên cứu chính viết nên cuốn The Stargate Conspiracy, nội dung nói về Ai Cập cổ đại và mức độ mà lịch sử của nền văn minh này ảnh hưởng liên tục đến chính trị và chính khách đương đại, đặc biệt tập trung vào chương trình nhìn từ xa của CIA gọi là Dự án Stargate.
Cuốn sách thứ hai của Coppens có nhan đề The Canopus Revelation (2004), đặt câu hỏi về giả định rằng người Ai Cập cổ đại đã liên kết vị thần Osiris của họ với chòm sao Orion. Thay vào đó, ông đề xuất Canopus, ngôi sao sáng thứ hai trên bầu trời đêm. Ông xuất hiện tại Hội nghị Thám hiểm năm 2005 nhằm thuyết trình về ý tưởng này.
Trong cuốn Servants of the Grail (2009), Coppens đã đề xuất những nhân vật tương tự ngoài đời thực trong tác phẩm Perceval, Câu chuyện về Chén Thánh của nhà thơ kiêm người hát rong Chrétien de Troyes. Số này bao gồm Rotrou III, Bá tước Perche được nhận dạng thành Perceval. Cũng trong năm 2009, ông có đóng góp một chương cho tác phẩm Ancient Code: Are You Ready for the Real 2012?, mang tên "Ancient Inroads Towards a New Age".
Từ năm 2010 đến năm 2012, Coppens là người đóng góp thường xuyên cho loạt phim Ancient Aliens trên kênh History Channel. Nhà báo người Nigeria J.K. Obatala từ khoảng một tháng sau cái chết của Coppens có viết bài mô tả ông ấy là một "người yêu thích người ngoài hành tinh cổ đại". Obatala ghi nhận công lao của Coppens vì đã giúp lật tẩy lời tuyên bố rằng Dogon Ayantu (nhà lãnh đạo tinh thần) của Mali sở hữu kiến thức thiên văn mà họ chỉ có thể có được từ những vị khách đến từ sao Sirius – trong một bài báo có tựa đề "Nỗi hổ thẹn của người Dogon". Trong bài báo này, (xuất bản lần đầu trên tờ Fortean Times), Coppens cho biết "có vẻ như Griaule, một nhà khoa học, muốn gán cho các nền văn minh trước đây nhiều kiến thức hơn những gì họ thực sự sở hữu".
Tháng 10 năm 2012, ông là người dẫn chương trình nổi bật tại Hội nghị Chuyên đề về Hình mẫu của Tạp chí Intrepid.
Một bài điếu văn dành cho Coppens, được xuất bản trong ấn bản in số ra tháng Giêng của Intrepid, bao gồm một đoạn trích từ bài đăng cuối cùng của Coppens trên blog cá nhân của mình: "Tôi được chẩn đoán mắc một căn bệnh ung thư cực kỳ hiếm gặp gọi là ung thư mạch máu có ảnh hưởng đến dưới 200 người ở Mỹ (mỗi năm). Mỗi trường hợp gần như được mặc định là duy nhất... và vì vậy tôi nhận thấy rằng con người thường nghiên cứu về dị thường, đã trở thành một bí ẩn y học nữa". Khoảng hai tuần sau, Coppens qua đời.

## Tác phẩm
- Coppens, Philip (2002). The Stone Puzzle of Rosslyn Chapel. Frontier Publishing/Adventures Unlimited Press. ISBN 1-931882-08-8.
- Coppens, Philip (2004). The Canopus Revelation: Stargate of the Gods and the Ark of Osiris. Enkhuizen, The Netherlands: Frontier Publishing. ISBN 1-931882-26-6.
- Coppens, Philip (2007). Land of the Gods: How a Scottish Landscape Was Sanctified to Become Arthur's Camelot. Enkhuizen, The Netherlands: Frontier Publishing. ISBN 1-931882-69-X.
- Coppens, Philip (2007). The New Pyramid Age. Axis Mundi Books. ISBN 184694046X.
- Coppens, Philip (2009). Servants of the Grail. Axis Mundi Books. ISBN 1846941555.
- Coppens, Philip (2011). The Ancient Alien Question: A New Inquiry into the Existence, Evidence, and Influence of Ancient Visitors. Pompton Plains, NJ: New Page Books. ISBN 1601631987.[4][14]
- Coppens, Philip (2012). The Lost Civilization Enigma. New Page Books. ISBN 1601632320.
- Coppens, Philip (2012). Killing Kennedy. BookBaby. ASIN B0070DP0IW.
- Coppens, Philip (2012). The Cryptogram of Rennes-le-Château. BookBaby. ASIN B009164WH6.